# Fiat FCC Adventure
Fiat FCC Adventure es un automóvil concepto de la marca italiana Fiat presentado en el año 2006 en el Salón del Automóvil de São Paulo, desarrollado por el Centro Stile Fiat do Brasil para celebrar los 30 años de presencia de la marca en ese país.

## Características

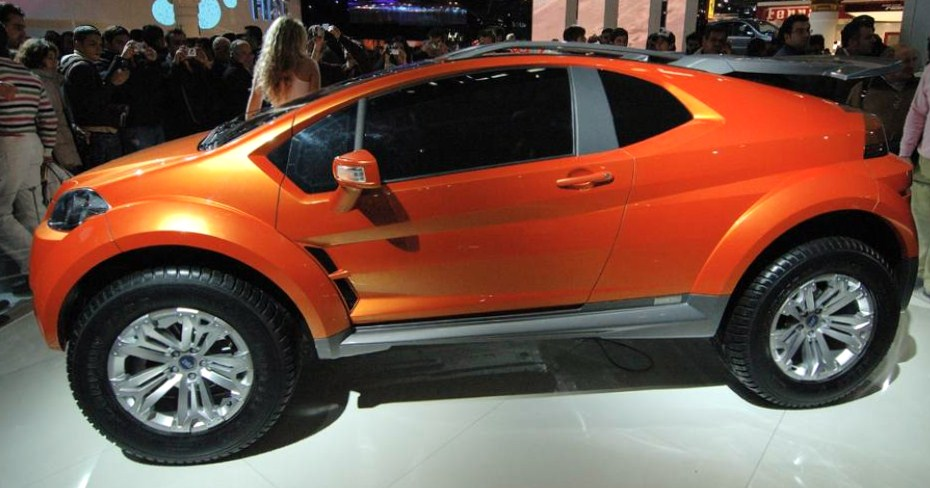
Perfil del Fiat FCC Adventure

El Fiat FCC Adventure es un SUV equipado con el propulsor del Fiat Stilo Abarth, un 5 cilindros de 2,45 litros, 20 válvulas, que entrega 167 CV de potencia.
Se basa en el chasis del Fiat Stilo, posee tracción delantera con suspensión independiente en las cuatro ruedas (multibrazo en las traseras), montando unas llantas de 18 pulgadas de diámetro, con neumáticos Pirelli PZero 285/60 R18.
En el exterior el prototipo presentado destacaba por la pintura metalizada Tricoat, cuyo tono varía desde el amarillo hasta el rojo intenso en función del ángulo de iluminación. El interior comparte los mismos tonos, con realces en aluminio en el volante y salpicadero y asientos tipo bucket, tapizados en naranja y negro, con un arnés de 5 puntos, también en naranja.